# Gila modesta
Gila modesta (tên tiếng Tây Ban Nha là Charalito Saltillo) là một loài cá vây tia thuộc họ Cyprinidae.
Loài này chỉ có ở México.